# Lengua de señas japonesa
Lengua de señas japonesa (日本手話 Nihon Shuwa?), también conocido por el acrónimo LSJ, es la lengua de señas dominante en Japón y es un idioma natural, como el idioma japonés hablado.

## Población
Hay 304 000 personas sordas y con problemas de audición que tienen más de 18 años en Japón (2008). Sin embargo, no hay una fuente específica sobre el número de usuarios de LSJ debido a la dificultad de distinguir quiénes son los usuarios de LSJ y quienes usan otro tipo de sistemas de comunicación, como Taiou Shuwa y Chuukan Shuwa . Según la Asociación Japonesa de Estudios de la Lengua de Señas, el número estimado de usuarios de LSJ es de alrededor de 60 000 en Japón. 

## Historia
En 1862, el shogunato Tokugawa envió emisarios a varias escuelas europeas para sordos, pero la primera escuela para sordos se estableció hasta 1878 en Kyōto. 
Hasta 1948, los niños sordos no estaban obligados a asistir a la escuela o recibir una educación formal.
En la segunda mitad del siglo XX, se produjo un cambio cultural sutil en las opiniones sobre los sordos en Japón. El concepto de larga estancia en la sociedad que "sordo" solo significa "personas que no pueden oír" enfatiza una discapacidad física como parte de un modelo de enfermedad biomédica; sin embargo, esto fue reemplazado gradualmente por un paradigma ligeramente diferente. Las "personas sordas" se identificaron con mayor frecuencia como "personas que usan la lengua de señas japonesa". En otras palabras, el modelo de discapacidad biomédica comenzó a ser lentamente desplazado por un paradigma sociocultural o el uso de LSJ.
La Federación Japonesa de Sordos ha trabajado con lento éxito en los esfuerzos para mejorar las oportunidades de comunicación para los japoneses cuyo idioma principal es la LSJ.
El estado cambiante de la LSJ y los sordos en Japón es un proceso lento; Pero hay aspectos destacados. Por ejemplo, LSJ  tiene un defensor entre la familia imperial. Kiko, la princesa Akishino ha estudiado LSJ y es una intérprete capacitada en lengua de señas. Ella asiste al concurso de lengua de señas para estudiantes de secundaria que se celebra cada agosto, y alaba a las madres que crían niños con problemas auditivos cada diciembre. En octubre de 2008, participó en la 38.ª Conferencia Nacional de Mujeres Sordas. También signa en reuniones informales para sordos.
La comunidad sorda apoyó la aprobación de la Ley de Lengua de Señas propuesta. La "Ley básica para personas con discapacidad" se promulgó en 2011. Esta ley reconoce a la lengua de señas como un idioma.

### Intérpretes
La lenta integración de la LSJ en el contexto de la cultura japonesa ha sido acompañada por una expansión del número de intérpretes de la lengua de señas: 
- 1991: Se establece la Asociación Japonesa de Intérpretes de la Lengua de Señas (AJILS).
- 1997: Código de ética de los intérpretes de lengua de señas establecido por AJILS.
- 2002: La Federación Japonesa de Sordos y la Asociación Nacional de Investigación para la Interpretación de la Lengua de Señas establecieron la Institución Nacional de Capacitación de Lengua de Señas.

En 2006, el gobierno japonés modificó la Ley de apoyo a la independencia de las personas con discapacidad. Los estatutos de esta ley alienta a los gobiernos locales a aumentar el número y el uso de intérpretes de LSJ.

## Otros términos de signos en Japón
La Lengua de Señas Japonesa a menudo se confunde con otro lenguaje codificado manualmente para comunicarse que se usa en Japón. El lengua de señas japonés es un idioma evolucionado naturalmente, y como cualquier otro idioma tiene sus propias estructuras lingüísticas. Los sistemas manuales para expresar un idioma hablado a menudo conducen a estructuras no gramaticales y oraciones incompletas tanto en el lengua hablado como en el de señas. En Japón, hay tres tipos de términos de señas:
- Nihon Shuwa (LSJ: lengua de señas japonesa) es una lengua natural construido por fonología, morfología, sintaxis y semántica únicas, como todos los idiomas.
- Taiou Shuwa (japonés codificado manualmente o comunicación simultánea)  Taiou Shuwa son los signos corporales culturales del idioma japonés. En otras palabras, Taiou Shuwa no es una lengua de señas, sino parte del idioma japonés.
- Chuukan Shuwa (Bimodal) Chuukan Shuwa combina LSJ con la gramática del idioma japonés.

Una lengua de señas entre los términos de señas es solo LSJ . Sin embargo, esos tres tipos de términos de signos se denominan "Shuwa (señas)" ampliamente en Japón. 
Las lenguas de signos de Corea y Taiwán comparten algunos signos con la LSJ, tal vez debido a la transferencia cultural durante el período de ocupación japonesa. LSJ tiene aproximadamente un 60% de similitud léxica con el lengua de señas taiwanés .

## Educación para sordos
La actual Escuela de la Prefectura de Kyoto para Ciegos (japonés: 京都府立盲学校) fue primera escuela para sordos fundada en Japón en 1878. En ese entonces se enseñaba a los ciegos y sordos en un mismo lugar. La persona que diseñó un sistema estructurado para enseñar lengua de señas basado en el silabario japonés fue el profesor Tashiro Furukawa, a quien se le asignó primero tres niños ciegos. Su sistema funcionó y hoy en día se lo conoce como el creador de LSJ.
El conflicto sobre la definición de LSJ y Taiou Shuwa continúa y afecta la educación de los sordos. En la década de 1990, los niños sordos se veían obligados a hablar y se les prohibía usar lengua de señas muchas otras escuelas para sordos. Con el método de comunicación total, los maestros usan todas las herramientas de comunicación, como el lengua hablado, el lengua escrito y la comunicación simultánea, para que coincida con cada niño sordo. Además, el signado se extendió en Japón en ese momento, pero el signado se usó junto con el habla, llamado Taiou Shuwa.   
Hasta 1945, luego de la Guerra del Pacífico, el gobierno no quiso invertir ni sistematizar la educación para sordos. Por lo que los sordos sólo dependían su educación en templos privados y escuelas. Según varios testimonios,antes podías educarte sólo si tenías mucho dinero, no trabajabas como mano de obra en tu familia ni mantenías a alguien.
En 2003, la Asociación de Padres y Niños Sordos de Japón hizo una declaración de reparación de derechos cívicos llamada "Los niños sordos fueron violados sus derechos de tomar una igualdad educativa". Solicitaron a los maestros que pueden enseñar LSJ en todas las escuelas, y también exigieron que la clase de cambio LSJ para todas las universidades otorgue una licencia para maestros de sordos. Sin embargo, la Federación Japonesa de Sordos dijo que "existe la posibilidad de infringir los derechos humanos debido a la distinción de dos métodos de comunicación con los usuarios de LSJ y Taiou Shuwa".
Con algunos acuerdos con la opinión de la Asociación de Padres y Niños Sordos de Japón. Finalmente, la Federación de Asociaciones de Abogados de Japón preparó una "Opinión para exigir que se enriquezca la educación de signos", y escribieron "signo" en el papel en lugar de LSJ. La declaración no tendría el poder de agregar la mención de que los maestros pueden enseñar en LSJ en todas las escuelas para sordos. Actualmente, LSJ se usa solo en una escuela privada en Tokio, Meisei Gakuen, y las otras escuelas para sordos usan otros métodos de comunicación. 

## Educación bilingüe para sordos en Japón
Educación bilingüe para sordos apunta a adquirir LSJ y lenguaje escrito. Algunos padres seleccionan también otra modalidad del lenguaje con lengua de señas, como el lenguaje hablado, para comunicarse con sus hijos. Algunos padres también eligen usar otras herramientas, implantes cocleares y audífonos, para sus niños sordos con lengua de señas. En lo que respecta a la educación para sordos, el uso de signos fue citado en los estudios, ya que evita la adquisición del lenguaje escrito durante mucho tiempo.
Sin embargo, artículos recientes informaron que los niños que hablan con fluidez el primer idioma tienen la capacidad de adquirir un segundo idioma, como otros estudiantes de idiomas extranjeros, aunque las modalidades son diferentes. Por lo tanto, lo más importante es adquirir fluidez en el primer idioma. La tarea futura es pensar en cómo hacer un puente entre el lengua de señas japonés y el lenguaje escrito en la educación bilingüe.
En Japón, la educación bilingüe se ha impartido en la escuela pública (Tatsunoko Gakuen) desde 1999 y en la escuela (Meisei Gakuen) desde 2009.
La National University Corporation Tsukuba University of Technology (en japonés: 筑波技術大学 Hepburn: Tsukuba Gijutsu Daigaku), o NTUT es la única universidad en Japón que se enfoca en la educación de estudiantes con discapacidad, sea de tipo sordera o ceguera.

## Ley
En 2011, el 29 de julio se estableció la primera ley de signos sobre "lengua" como acto para las personas con discapacidad, y se anunció el 5 de agosto. Después de esto, la ley fue promulgada y reconocida como una forma de lengua por ley en Japón.
En 2013, se estableció la primera ley del lengua de señas en la prefectura de Tottori . "Sign is is language", la ley fue escrita. A partir de entonces, la ley de signos se extendió por todo Japón en la escala de la prefectura. Actualmente, existen objetivos para establecer la ley del lengua de señas a nivel nacional. Sin embargo, hay dos posiciones conflictivas sobre la ley de signos. Esas leyes de signos no fueron escritas como LSJ . Una posición afirmó que es peligroso engañar que el lengua de señas incluye no solo LSJ , sino también Taiou Shuwa (japonés codificado manualmente o comunicación simultánea ), Chuukan Shuwa (Contact Sign). El otro afirmó que al establecer la ley del lengua LSJ , es fácil discriminar a muchos usuarios de signos diferentes. 

## Difusión entre la audiencia
El interés en la lengua de señas entre la población oyente de Japón ha aumentado, con numerosos libros publicados ahora dirigidos a la población oyente , un programa de televisión semanal que enseña LSJ y la creciente disponibilidad de clases de escuela nocturna para que la audiencia aprenda LSJ. Ha habido varios dramas de televisión, incluido Hoshi no Kinka (1995), en el que las señas han sido una parte importante de la trama, y los dramas de lengua de señas ahora son un género menor en la televisión japonesa. 
La muy aclamada película de 2006 Babel, dirigida por Alejandro González Iñárritu y nominada a múltiples premios de la Academia, también presentó a LSJ como un elemento importante de la trama. La actriz oyente Rinko Kikuchi recibió una nominación a Mejor actriz de reparto por su papel de signante en esta película. 
En Japón, se recogieron alrededor de 40,000 firmas, incluidas las personas sordas y oyentes, para subtitular la escena en Babel hablada en japonés para la audiencia sorda.
La película de drama escolar de anime " A Silent Voice " (en japonés: 聲 の 形 Hepburn: Koe no Katachi, lit. The Shape of Voice ), lanzado en 2016, presenta a un prominente personaje sordo que habla LSJ, Shōko Nishimiya. Fue producido por Kyoto Animation, dirigida por Naoko Yamada, escrita por Reiko Yoshida, y presentó diseños de personajes de Futoshi Nishiya . Se basa en el manga del mismo nombre escrito e ilustrado por Yoshitoki Ōima . La película se estrenó en Japón el 17 de septiembre de 2016. 
La serie de anime romántica "Signos de Afecto" (en japonés: ゆびさきと恋々 Hepburn: Yubisaki to Renren), lanzado en enero de 2024, presenta a una protagonista sorda de nacimiento llamada Yuki que es universitaria, estuvo en un colegio sólo para sordos y habla LSJ. Fue producido por Ajia-do Animation Works, y se basa en el manga Yubisaki to Renren escrito por Suu Morishita.

## Elementos
Como en otros lenguas de señas, LSJ (generalmente llamado simplemente 手 話shuwa, "hablar con las manos") consta de palabras o signos, y la gramática con la que se juntan. Los signos de LSJ pueden ser sustantivos, verbos, adjetivos o cualquier otra parte de una oración, incluidos los sufijos que indican tiempo, negación y partículas gramaticales . Los signos consisten no solo en un gesto manual, sino también en mouthing (口話 kōwa?, "mouth talk") (pronunciar una palabra japonesa estándar con o sin emitir un sonido). El mismo signo puede asumir uno de dos significados diferentes pero semánticamente relacionados, como por ejemplo en "hogar" y "casa", según su articulación . Otra parte indispensable de muchos signos es la expresión facial. 

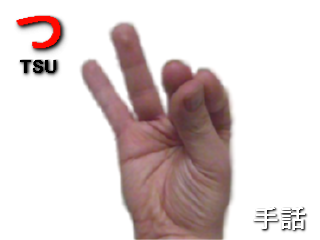
El yubimoji "tsu" imita la forma del carácter silábico katakana "tsu" (ツ)

Además de los signos y su gramática, LSJ se complementa con yubimoji (指文字 "letras en los dedos"?) , una forma de deletreo con las manos , que se introdujo desde los Estados Unidos a principios del siglo XX, pero se usa con menos frecuencia que en el lengua de señas estadounidense. Cada yubimoji corresponde a un kana, como lo ilustra el silabario LSJ. La ortografía de los dedos se usa principalmente para palabras extranjeras, apellidos y palabras inusuales. Pantomime (身振り miburi?, "gesto") se utiliza para cubrir situaciones donde los signos existentes no son suficientes. 
Porque, al igual que el japonés estándar del que deriva en parte, LSJ está fuertemente influenciado por el complejo sistema de escritura japonés, dedica especial atención al lengua escrito e incluye elementos diseñados específicamente para expresar kanji en signos. Para concisión o desambiguación, se asocian signos particulares con ciertos kanji, nombres de lugares y, a veces, apellidos. Escritura de dedos (空書 kūsho?, "escritura aérea") (trazado de kanji en el aire) también se usa a veces para apellidos o lugares, como en japonés hablado.

## Ejemplos de signos

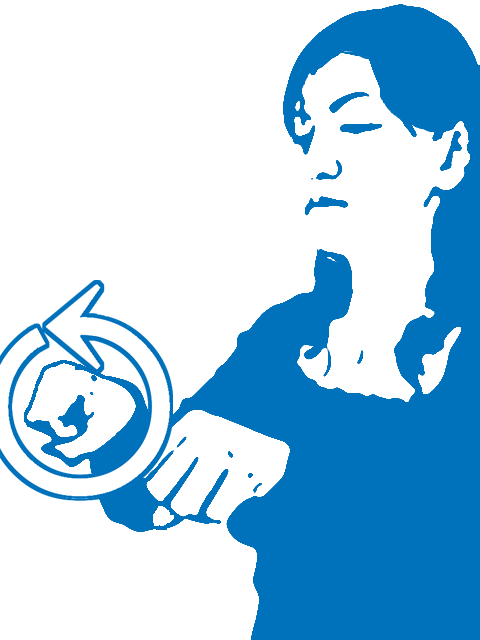
Un sustantivo: "bicicleta"
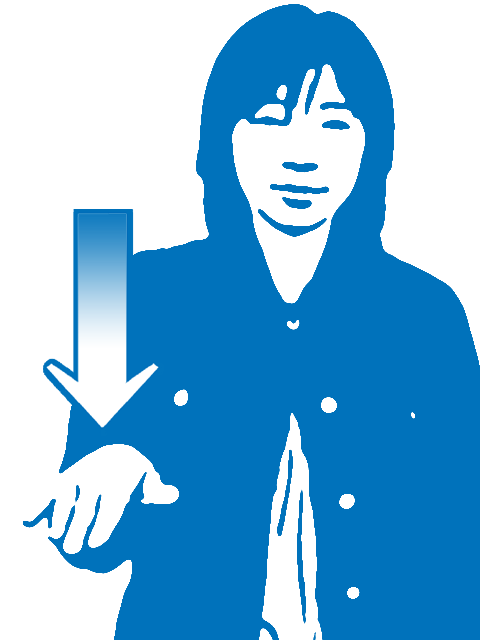
Un verbo: "ser"
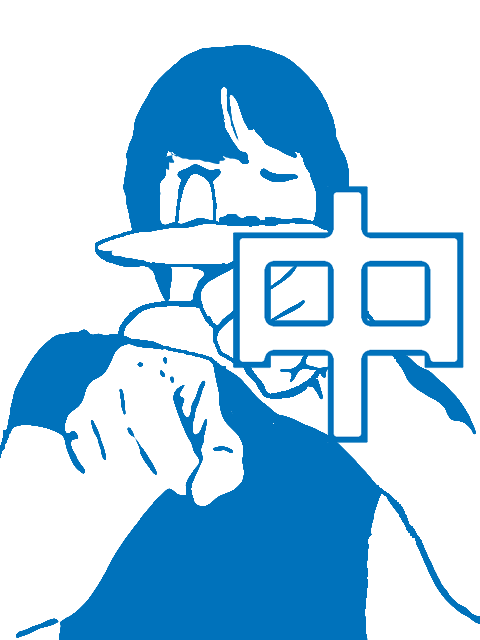
Un carácter chino: "medio" (中 naka, chū?)
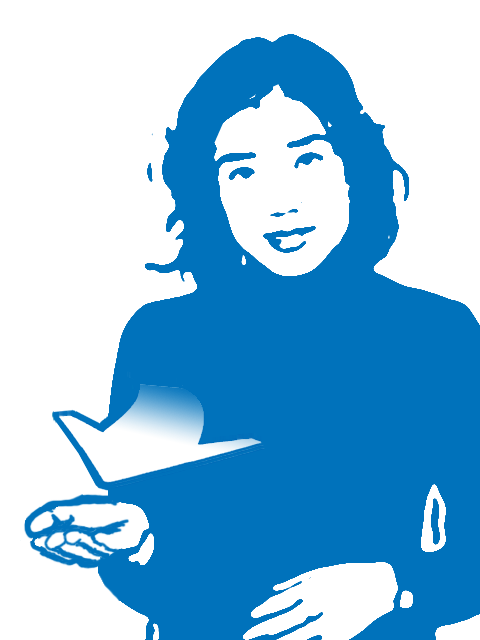
Una partícula gramatical: final interrogativo de oraciones